# アーツカウンシル東京
アーツカウンシル東京 (アーツカウンシルとうきょう) とは、2012年11月に公益財団法人東京都歴史文化財団内に発足した、文化振興等を担う専門機関である。東京都内や海外で活動する音楽グループ、劇団への補助制度や、将来有望な芸術活動を発掘するための事業などを手がける。日本初の本格的なアーツカウンシルとされる。

## 沿革
2011年4月、東京都は東京都歴史文化財団内に、アーツカウンシル東京準備機構を7人体制で設置した。その後2012年11月、アーツカウンシル東京が東京都歴史文化財団内に発足。公募で選ばれた音楽、演劇、美術の専門家が「プログラム・オフィサー」に就任し、助成対象を審査した。
2016年リオデジャネイロオリンピックおよび2016年リオデジャネイロパラリンピックののち、東京都は2020年東京オリンピック・パラリンピックに向けて、アーツカウンシル東京を通じた文化発信を強化する。2016年7月には、5件の民間プロジェクトへの助成を決定し、訪日外国人向けの夜間公演や、有名女優が登場する東京を舞台にしたミュージカル上演を支援した。
さらに、2022年に東京都が策定した「東京文化戦略2030」に基づき、2023年4月には東京都と共同で渋谷区に「START Box ササハタハツ」を開設。物価や地価が高く、活動拠点を持つのが難しい若手アーティストらに相場より安く貸し出し、新型コロナウイルス禍で多大な影響を受けた文化芸術界の振興を図った。